# Grand Prix de Saint-Raphaël
Le Grand Prix de Saint-Raphael est une course cycliste disputée à Saint-Raphaël, en France, dans le département du Var. Il a connu 24 éditions entre 1953 et 1984.
La course, disputée en février, lançait la saison cycliste des courses d'un jour en France, juste après l'Étoile de Bessèges. Le Grand Prix était suivi par une série de courses également disparues et disputées sur la Côte d'Azur et dans le Var, à savoir les Grands Prix d'Antibes et de Monaco, à une époque où les camps d’entraînements hivernaux étaient basés dans le Sud.

## Palmarès
| Année | Vainqueur        | Deuxième                       | Troisième                  |
| ----- | ---------------- | ------------------------------ | -------------------------- |
| 1953  | Georges Decaux   | Raymond Guégan Kaj Allan Olsen |                            |
| 1954  | Francis Anastasi | Pierre Molineris               | Santiago Mostajo Gutierrez |
| 1955  | Louis Bobet      | Pierre Molineris               | Robert Vanderstockt        |
| 1956  | Jacques Dupont   | Seamus Elliott                 | Jean Stablinski            |
| 1957  | Raymond Elena    | Jean Bobet                     | Louis Caput                |
| 1958  | Joseph Groussard | Fernand Picot                  | Seamus Elliott             |
| 1959  | Francis Anastasi | Julien Schepens                | Pierre Machiels            |
| 1961  | Willy Haelterman | Joseph Groussard               | Fernando Brandolini        |
| 1962  | Gilbert Salvador | André Cloarec                  | Jean Bourlès               |
| 1963  | Robert Lelangue  | Robert De Middeleir            | Michel Bocquillon          |
| 1964  | Robert Lelangue  | Frans Melckenbeeck             | Alain Vera                 |
| 1965  | Seamus Elliott   | Romeo Venturelli               | Paul Lemeteyer             |
| 1966  | Fernand Etter    | Carmine Preziosi               | Graziano Battistini        |
| 1967  | Jean Jourden     | Michele Dancelli               | Jacques Cadiou             |
| 1968  | Claude Guyot     | Jacques Cadiou                 | Edward Sels                |
| 1969  | Winfried Bölke   | Jacques Cadiou                 | Jiří Daler                 |
| 1970  | Jacques Cadiou   | Charly Grosskost               | Roger Pingeon              |
| 1971  | Michele Dancelli | Daniel Ducreux                 | Joël Bernard               |
| 1972  | Serge Lapébie    | Alain Van Lancker              | Daniel Rebillard           |
| 1978  | Alfons De Bal    | Walter Godefroot               | Sergio Parsani             |
| 1979  | Roger Rosiers    | Graham Jones                   | Didier Van Vlaslaer        |
| 1980  | Jos Lammertink   | Jean-Luc Vandenbroucke         | Johan van der Meer         |
| 1981  | Alain Bondue     | Bernard Osmont                 | Dominique Arnaud           |
| 1984  | Pascal Jules     | Alain Bondue                   | Jean-Louis Gauthier        |